# Asiat-amerikaner
En asiat-amerikan eller asiatisk-amerikan (efter engelskans Asian-American) är en invånare i USA (och ibland övriga Amerika) med asiatiskt utseende och/eller ursprung från Asien. År 2011 fanns det 18,2 miljoner asiat-amerikaner i USA, vilket motsvarar 4,8 % av landets befolkning, medan invånare som är asiater kombinerat med minst en annan ras utgör 5,6 %. Asiat-amerikaner hade 2012 den högsta utbildningsnivån och högsta medianhushållsinkomsten av alla demografiska raser i landet.

## Härkomst
I amerikansk folkräkning och statistik definieras asiat som en person som har etniskt ursprung i någon av ursprungsbefolkningarna i Östasien, Sydostasien och den indiska subkontinenten. I statistiken omfattar det personer som uppger sig vara "indier", "kineser", "filippiner", "koreaner", "japaner", "vietnameser", och "övriga asiater" eller som angivit andra specifika asiatiska etniciteter (ras).

## Demografi

Asiatisk-amerikansk befolkning i procent per stat 2010.

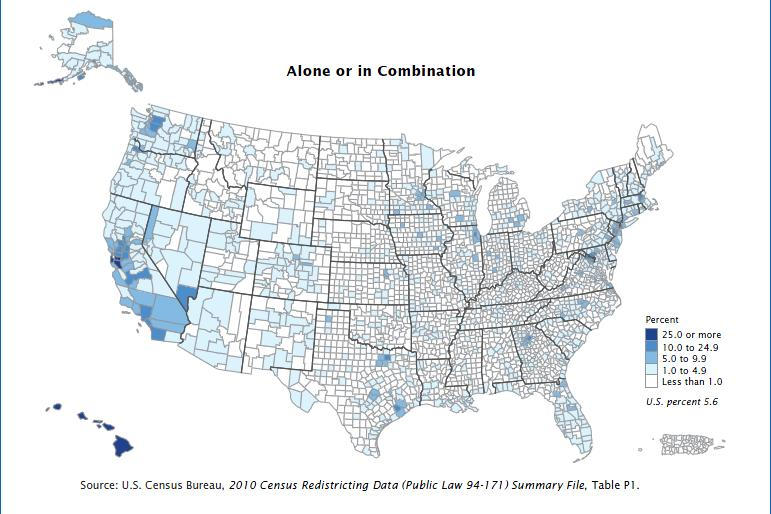
Procent asiater per county, 2010

Demografin över asiat-amerikaner beskriver en heterogen grupp av människor i USA som kan härleda sina släktrötter till ett eller flera länder i Asien. Eftersom asiat-amerikaner utgör endast 5 % av USA:s totala befolkning, är ofta mångfalden inom gruppen komprimerad i media och diskussioner till "asiater" eller "asiatiska amerikaner." Även om det finns några gemensamma nämnare mellan de etniska undergrupperingarna, finns där betydande skillnader mellan olika asiatiska etniciteter i anslutning till var folkgrupps egen historia.
Demografin över astiatisk-amerikaner kan uppdelas i:
- Östasiatiska amerikaner, som omfattar kinesiska amerikaner, japanska amerikaner, koreanska amerikaner, mongoliska amerikaner, taiwanesiska amerikaner och tibetanska amerikaner
- Sydasiatiska amerikaner, som omfattar bangladeshiska amerikaner, bhutanesiska amerikaner, indiska amerikaner, nepalesiska amerikaner, pakistanska amerikaner och lankesiska amerikaner
- Sydöstasiatiska amerikaner, som omfattar burmesiska amerikaner, kambodjanska amerikaner, filippinska amerikaner, hmong-amerikaner, indonesiska amerikaner, laotiska amerikaner, malaysiska amerikaner, mienamerikaner, singaporianska amerikaner, thailändska amerikaner och vietnamesiska amerikaner

### Religion
Enligt en undersökning av Pew Research Center genomförd i juli 2012, uppgav den asiatisk-amerikanska befolkningen följande religionstillhörighet.
- 42 % kristna
- 26 % tillhör ingen religion
- 14 % buddhister
- 10 % hinduer
- 4 % muslimer
- 2 % annan religion
- 1 % sikher